# گوپالا گوپالا
گوپالا گوپالا 
(به تلوگویی: Gopala Gopala) فیلمی محصول سال ۲۰۱۵ و به کارگردانی کیشور کومار پارداسانی است. در این فیلم بازیگرانی همچون پاوان کالیان، داگوباتی ونکاتش، شریا سارن، میتون چاکرابورتی، اشیش ویدیارتی، مادو شالینی ایفای نقش کرده‌اند.
این فیلم بازسازی فیلم هندی اوه خدای من! است.